# Абу Дар ел Гифари
Абу Дар ел Гифари ел Кинани (أبو ذر الغفاري الكناني), такође познат и као Џундаб ибн Џунда је био четврта или пета особа која је прешла на ислам и један од Мухаџира. Припадао је Бану Гифару, племену Кинана. Датум рођења није познат. Умро је 652. године у Ел Рабади, у пустињи источно од Медине.
Абу Дар се памти по својој строгој побожности и противљењу Муавији I током владавине калифа Османа ибн Афна . Шијтски муслимани га поштују као једног од Четири асхаба, раних муслимана који су били следбеници (Ши'а) Али ибн Аби Талиба.
Многи су га сматрали, укључујући ту личности као што су Али Шариати, Мухамеда Шаркавија и Сами Ајад Хану, за главног претходника исламског социјализма, првиог исламског социјалисту, или првог социјалисту. Он је протестовао против нагомилавања богатства владајуће класе током Утмановог калифата и позвао на правичну прерасподелу богатства.

## Младост
Мало тога се зна о његовом животу пре него што је прешао на ислам. За Абу Дара се каже да је био озбиљан младић, аскета и монотеиста чак и пре него што се преобратио. Рођен је у клану Гифар, основаном на западу јужно од Медине. Абу Дар је очигледно био типичан за ране обраћенике исламу, које је Ибн Шихаб ел Зухри описао као "младиће и слабе људе". Они су били огранак племена Бану Кинана. Курајши клан Мухамеда је такође био огранак племена Бану Кинана.
Народна предања о Абу Дару кажу да је његово племе живело од пљачке каравана, али да је више волео да живи сиромашан, али поштен живот као пастир. Чувши тврдњу да је у Меки настао нови пророк, Абу Дар и његов брат отпутовали су у Меку да пронађу пророка. Млади трагач се одмах преобратио и пожурио да објави своју нову веру пред Ћабом, која је у то време била пагански храм. Био је претучен због свог верског уверења. Он је то радио три дана за редом, након чега му је посланик Мухамед рекао да се врати у свој клан, где је подучавао свој народ о исламу. Он и његово племе придружили су се Мухамеду након Хиџре, или се преселили у Медину 622. године.
Мухамед је једном рекао да "небо није проширило свој кров на неког човека који је био истинитији од Абу Дара."
Чини се да је ово поједностављен приказ прича из ових хадиса, 31: 6049, 31: 6048 и 31: 6046.
Према раном исламском историчару Мухамеду ибн Џарир ел Табарију, Абу Дар је тврдио да је био четврти или пети преобраћеник на ислам. Међутим, Сад бин Аби Вакас је дао исту тврдњу. Док се тачан редослед конверзије никада не може утврдити, нико не сумња да је био веома рано преобраћен.

## Војни походи током Мухамедовог периода
Учествовао је у бици код Бадра. Мухамедове снаге укључивале су личности као што су Ебу Бекр, Омар, Али, Хамза, Мусаб ибн Умаир, Аз Зубајр бин Ел Авам, Амар ибн Јасир и Абу Дар ел Гифари. Муслимани су довели и седамдесет камила и два коња, што значи да су морали или ходати или стајати три до четири мушкарца по камили. Међутим, многи рани муслимански извори указују на то да се није очекивала никаква озбиљна борба, а будући калиф Утман је остао да се брине о својој болесној жени Рукаији, кћери Мухамеда. Салман Персијанац такође није могао да се придружи борби, јер још није био слободан човек.
Током експедиције Каб ибн Умајра ел Гифарија убијен је његов син Умајр ел Гифари. У овој експедицији Мухамед је наредио напад на племе Бану Куда зато што је Мухамед примио извештаје да су окупили велики број људи да нападну муслиманске положаје.
Као одговор Мухамед је наредио трећој експедицији коју је водио Ду Карад да се освети за убиство сина Абу Дар Гхифарија у ел Габи.

## Након Мухамедове смрти
Абу Дар је почео своју агитацију у Медини након што је Осман дао 500.000 дирхама Марвану I, 300.000 ел Хариту б. Ел Хакаму, и 100.000 Медијцу Зајд ибн Табиту из хума тј. плена приграбљеног у Ифрикији 27/647. Затим је цитирао релевантне одломке Курана који су претили онима који гомилају богатства пакленом ватром. Марван се пожалио Осману, који је послао свог слугу Натила да упозори Абу Дара, али без успеха. Осман је неко време показивао стрпљење, све док, у присуству калифа, Абу Дар није покренуо љутити вербални напад на Ка'аб ел Ахбара, који је подржао Утманово бесплатно коришћење јавног новца. Осман је сада опомињао Абу Дара и послао га у Дамаск.
Постоји предање да је Мухамед предвидео овај тужан крај, говорећи: "Нека се Алах смилује Абу Дару!

## Сунитски поглед
Многи хадиси, усмене традиције, прате време до Абу Дара. Он је поштован као рани преобраћеник и обазрив муслиман, и човек који је био искрен и директан по питању грешака. Он је, према сунитској традицији, био груб, неписмен бедуин који није имао високу функцију, али је служио муслиманској заједници, умету, са свим што је морао дати.
За време калифата Османа, он је остао у Дамаску и сведочио да муслимани одступају од ислама, идући за светским задовољствима и жељама.
Био је тужан и одбијен тиме. Утман га је позвао да дође у Медину где је такође био повређен потрагом људи за светским добрима и задовољствима.
Ел Рабата
Абу Дар је затим замолио Османа да оде у ел Рабату, мало село код источне Медине. Осман је одобрио његов захтев. Абу Дар је тамо остао далеко од људи, држећи се традиција (сунета) Мухамеда и његових другова.
Један човек га је једном посетио и када је нашао кућу готово голу, упитао га је: "Где су ти ствари?"
Абу Дар је рекао: "Имамо кућу тамо (што значи у наставку), у коју шаљемо најбоље од наших ствари."
Човек је разумео шта је то значило и Абу Дару рекао: "Али мораш имати неке ствари тако дуго док си у овом стану."
"Власник овог стана неће нас оставити у њему", одговорио је Абу Дар.
Такође, када је кнез (Амир) из Сирије послао Абу Дару три стотине динара да задовољи његове потребе, вратио је новац говорећи: "Зар Амир не налази да је то заслуга за коју је заслужнији од мене?"
Абу Дар је наставио да живи својим једноставним животом, и посветио се богу све док није умро, у 32 А. Х.

## Шијтски поглед
Аба Дар се сматра једним од највећих и најоданијих сахаба, заједно са Салманом Персијанцем, Микдад ибн Асвадом и Амар ибн Јасиром.
Имам Али га је сматрао напредним. Рекао је:
Абу Дар, постао си веома љут на Алаха. Људи су забринути за своју религију, а ви сте забринути за своју религију. Дакле, оставите оно о чему се брину у својим рукама и побегните од њих с оним што вас брине. Потребно им је оно од чега сте их спречили. И не треба вам оно од чега су вас спречили. Сутра ћете знати ко ће бити победник. Абу Дару, ништа те не забавља, али истина и ништа те не нервира осим неистине.
Абу Дар, његова жена и његова кћерка отишли су у пустињу Ел Рабата. Он се присећао речи пророка Мухамеда: Абу Дар, нека Алах буде милостив према вама. Живећете сами, умрети сами, устати из мртвих и сами ући у Рај. Пророк Мухамед је рекао за њега "Аба Дар је као Иса / Исус моје нације у свом" зоду "и" вараа ".
Постоје два Шијтска светишта посвећена Абу Дару у Либану - у Сарепти и Меис ел Џабалу.

## Спомињу његовог врлог статуса у хадисима
Наводи се да је Мухамед рекао: "Ни небо није засенило још једног истинитог и поштенијег од Абу Дара, нити је земља икада прешла преко њега као он." (У овим стварима) он је као Иса бин Марјам. "(Од Тирмидија.)
Мухамед је такође рекао: "Абу Дар хода по земљи са побожношћу Иса бин Марјама (Исус, син Маријин)." (Из Тирмидија.)
Током битке за Табук, Абу Дар је остао иза јер је његова камила била болесна или преслаба. Тако да је сјахао са ње и, ставивши плен на леђа, отишао је до остатка војске. Мухамед га је видео и узвикнуо: "Нека Алах буде милостив Абу Дару!" Затим је рекао: "Он свој живот проводи сам. Смрт ће га издвојити и на Дан ускрснућа, он ће устати сам!"

## Књиге
- Madelung, Wilferd -- (1997), Succession to Muhammad, Cambridge University Press
- Watt, Montgomery -- (1953), Muhammad at Mecca, Oxford University Press
- Watt, Montgomery -- (1956), Muhammad at Medina, Oxford University Press